# 동래중학교
동래중학교(東萊中學校)는 대한민국 부산광역시 동래구 명륜동에 있는 공립 중학교이다.

## 학교 연혁
- 1898년 9월 : 공립 동래부학교 개교
- 1951년 8월 31일 : 교육법 개정에 따라 동래고등학교와 분리
- 1951년 9월 1일 : 초대 배익우 교장 취임(15학급)
- 1952년 4월 20일 : 명륜동 현 교사로 이전
- 1959년 4월 21일 : 본교 교사 신축 기공식
- 2015년 10월 14일 : 교사 개축 공사 준공식
- 2017년 3월 1일 : 부산광역시교육지원청지정 SW교육 연구학교 운영(2019년 2월 28일까지)
- 2020년 2월 12일 : 학교 도서관 리모델링 완공
- 2025년 1월 8일 : 제75회 졸업식(졸업생 185명, 누계 37,088명)
- 2025년 3월 1일 : 제33대 박종철 교장 취임
- 2025년 3월 4일 : 2025학년도 입학식(신입생 210명)

## 참고 자료
- 동래중학교 - 한국교육학술정보원 학교알리미